# 82071 Debrecen
82071 Debrecen este un asteroid din centura principală de asteroizi.

## Descriere
82071 Debrecen este un asteroid din centura principală de asteroizi. A fost descoperit pe 31 decembrie 2000 la Piszkesteto de Krisztián Sárneczky și László L. Kiss. Asteroidul prezintă o orbită caracterizată de o semiaxă mare de 2,38 ua, o excentricitate de 0,13 și o înclinație de 6,9° în raport cu ecliptica.